# Red Oak (Iowa)
Red Oak ist eine Stadt im Montgomery County, Iowa, Vereinigte Staaten. Bei der Volkszählung von 2000 wurde eine Bevölkerungszahl von 6.197 registriert. Sie ist der County Seat (Kreisstadt) von Montgomery County.

## Geographie
Die geographischen Koordinaten der Stadt sind 41°0'42" nördliche Breite und 95°13'38" westlich Länge.
Nach dem United States Census Bureau hat die Stadt eine Gesamtfläche von 9,7 km², wovon 9,5 km² Land und 0,2 km² (1,60 %) Wasser ist.

## Demographie
Nach der Volkszählung von 2000 weilen 6.197 Menschen, 2.670 Haushalte und 1.650 Familien in der Stadt. Die Bevölkerungsdichte beträgt 650,2 Einwohner pro km². 97,42 % der Bevölkerung sind Weiße, 0,11 % Afroamerikaner, 0,50 % amerikanische Ureinwohner, 0,37 % Asiaten, 0,02 % pazifische Insulaner, 1,11 % anderer Herkunft und 0,47 % Mischlinge. 2,15 % sind Latinos unterschiedlicher Abstammung.
Von den 2.670 Haushalten haben 28,7 % Kinder unter 18 Jahre. 47,6 % davon sind verheiratete, zusammenlebende Paare, 10,7 % sind alleinerziehende Mütter, 38,2 % sind keine Familien, 33,8 % bestehen aus Singlehaushalten und in 16,8 % leben Menschen älter als 65. Die Durchschnittshaushaltsgröße beträgt 2,27, die Durchschnittsfamiliengröße 2,89.
24,6 % der Bevölkerung sind unter 18 Jahre alt, 7,0 % zwischen 18 und 24, 25,7 % zwischen 25 und 44, 21,9 % zwischen 45 und 64, 20,8 % älter als 65. Das Durchschnittsalter beträgt 40 Jahre. Das Verhältnis Frauen zu Männer beträgt 100:83,0, für Menschen älter als 18 Jahre beträgt das Verhältnis 100:79,9.
Der jährliche Durchschnittseinkommen der Haushalte beträgt $30.098, der Durchschnittseinkommen der Familien $37.007. Männer haben ein Durchschnittseinkommen von $28.942, Frauen nur $20.047. Der Prokopfeinkommen der Stadt beträgt $15.793. 10,3 % der Bevölkerung und 7,9 % der Familien leben unterhalb der Armutsgrenze, davon sind 14,8 % Kinder oder Jugendliche jünger als 18 Jahre und 6,2 % Menschen sind älter als 65.

## Verkehr
Der Red Oak Municipal Airport hat den IATA-Flughafencode RDK.

## Söhne und Töchter der Stadt
- James Edward Kearney (1884–1977), Bischof von Rochester
- Raymond Hatton (1887–1971), Schauspieler
- Fred Whipple (1906–2004), Astronom
- Joni Ernst (* 1970), Politikerin, US-Senatorin für den Bundesstaat Iowa